# Amintore Fanfani
Amintore Fanfani (6. února 1908, Pieve Santo Stefano, Itálie – 20. listopadu 1999, Řím) byl italský křesťanskodemokratický politik, jedna z klíčových postav italského politického života 2. poloviny 20. století. Pětkrát usedl do křesla premiéra Itálie (1954, 1958–1959, 1960–1963, 1982–1983, 1987). Krom toho zastával řadu vládních funkcí: 1947–1950 ministr práce, 1951–1953 ministr zemědělství, 1953–1954 a 1987–1988 ministr vnitra, 1958–1959, 1962, 1965 a 1966–1968 ministr zahraničí, 1988–1989 ministr rozpočtu. Třikrát byl též prezidentem italského Senátu (1968–1973, 1976–1982, 1985–1987). Byl představitelem Křesťanskodemokratické strany (Democrazia Cristiana), jejímž předsedou byl v letech 1954–1959 a 1973–1975. Svými idejemi, které jsou někdy přirovnávány ke gaullismu (a hovoří se o „fanfanismu“), určil charakter italské pravice a italského státu po druhé světové válce. Ještě za jeho života se však systém, který budoval, rozpadl pod tlakem obřích korupčních skandálů. To otevřelo cestu specifické berlusconiovské pravici, která formuje Itálii dodnes.

## Život
Roku 1932 vystudoval ekonomii na Katolické univerzitě v Miláně. Napsal poté řadu odborných prací na téma vztahu kapitalismu a náboženství. Nejznámější je kniha KatoliFcismus, kapitalismus a protestantismus. Fascinovala ho idea korporativního státu, která ho přivedla do řad fašistické strany. Přispíval též do rasistických časopisů (La difensa della razza – Obrana rasy) a roku 1938 podepsal antisemitský manifest Manifesto della razza (Manifest rasy).

Ve čtyřicátých letech se seznámil s Giuseppe Dossettim a Giorgio La Pirou. Vytvořili skupinu „malých profesorů“, která se uzavřela do kláštera, kde žila přísně asketickým životem. Přitom začala promýšlet možnosti katolické politiky po očekávaném pádu fašismu. Všichni tři založili posléze tzv. Demokratickou iniciativu, která se stala po válce jedním z jader vznikající Křesťanskodemokratické strany. V roce 1945 uprchl Fanfani do Švýcarska, kde organizoval kurzy pro italské uprchlíky. Když si zjistil, že ho doma nečeká žádný postih, vrátil se do Itálie a ihned byl zvolen místopředsedou Křesťanské demokracie jakožto oblíbenec a chráněnec Alcide de Gasperiho, který mu ve 40. a 50. letech přidělil řadu ministerských postů. O své minulosti mluvil jako o „dočasné úchylce“ a jeho spolustraníci s ní neměli žádný problém. 

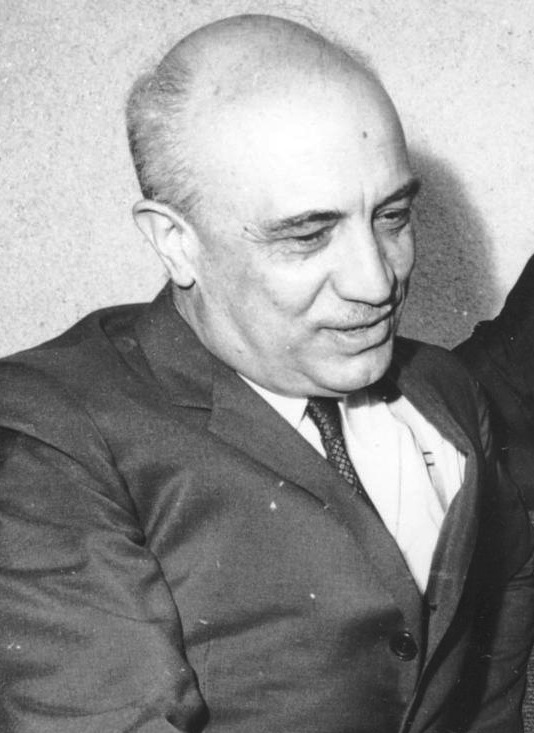
Amintore Fanfani

Věren svým korporativistickým základům, Fanfani ve straně prosazoval koncept kapitalismu s velkými státními zásahy, které by zmenšily „nepřeklenutelnou propast mezi katolickým a kapitalistickým způsobem života“. Tento koncept velmi ovlivnil politiku italských křesťanských demokratů zejména v 50. a 60. letech. O dekádu později však již byl často kritizován. Poté, co se ujal pozice šéfa strany, bylo často upozorňováno i na Fanfaniho autoritativní styl, který dost kontrastoval s předchůdcem De Gasperim. Získával si jím ale čím dál silnější pozici, brzy budovanou spolu s velkým spojencem Giulio Andreottim, kterého jmenoval ministrem vnitra již jako pětatřicetiletého do své první vlády.

Na zasedání G7 roku 1983, zcela vpravo

K jeho podstatným strategiím patřilo, že se na začátku 60. let otevřel spolupráci se sociálními demokraty (Partito Socialista Italiano), kterou mnoho konzervativců uvnitř Křesťanské demokracie striktně odmítalo. Patřil též k velkým podporovatelům Evropského hospodářského společenství, k jehož rozvoji jako ministr zahraničí ve vládách 60. let hojně přispěl. V 70. letech se silně angažoval v kampani za zákaz rozvodů. Neodhadl však míru koroze konzervativních hodnot ve společnosti i vlastní straně, a když se mu „rozvodovou bitvu“ nepodařilo vyhrát, rezignoval na funkci předsedy strany.
Několikrát usiloval o to stát se italským prezidentem, ale nikdy se mu to nepodařilo, nezřídka pro odpor části vlastní strany.